# Wenceslas Lauret
Pour les articles homonymes, voir Lauret.

a Compétitions nationales et continentales officielles uniquement.

b Matchs officiels uniquement.
Dernière mise à jour le 5 juillet 2024.
Wenceslas Lauret, né le 28 mars 1989 à Tarbes (Hautes-Pyrénées), est un joueur international français de rugby à XV. Troisième ligne aile, il évolue de 2008 à 2013 au Biarritz olympique, et depuis 2013 au Racing 92.
Avec le Biarritz olympique, il remporte le Challenge européen en 2012. Il devient champion de France avec le Racing 92 en 2016. 

## Biographie

### Jeunesse et formation
Il naît à Tarbes, en Bigorre, le 28 mars 1989. Il vit ses premières années à Hourc, village situé à une dizaine de kilomètres à l'est de Tarbes. Il n'est pas attiré par le rugby. Il préfère le ju-jitsu, et surtout la gymnastique. Mais des difficultés de transport pour se rendre à son club de gymnastique lui font abandonner cette discipline.
Il a douze ans lorsque son copain Éric Nogues l'attire à l'école de rugby de l'USC Pouyastruc, le club du canton. En 2004, en minimes, avec l'Entente des Coteaux (qui regroupe l'USC Pouyastruc et le FC Trie-sur-Baïse), il est champion de France Ufolep et se qualifie pour le Top 16 du Super Challenge,. Il fait encore une année à Pouyastruc, en cadets Alamercery. Dominique Latapie, son premier éducateur, tente de le faire jouer trois-quarts aile, mais Lauret s'ennuie à ce poste. Son plaisir est de plaquer, et de gratter le ballon. Dès cette période, il trouve sa place parmi les avants, comme troisième ligne aile. Après quatre saisons à Pouyastruc, il part poursuivre ses études au pôle espoirs de Bayonne. Il est alors recruté par le Biarritz olympique, en cadets deuxième année.
Il fait partie de la promotion 2007-2008 du pôle France, au Centre national de rugby de Linas-Marcoussis,. Durant le championnat du monde junior 2008, il joue deux matchs en équipe  de France des moins de 20 ans, contre le Japon le 6 juin et contre l'Italie le 10 juin.

### Carrière professionnelle

#### Au Biarritz olympique
En 2008, à 19 ans, il débute en Top 14 avec le Biarritz olympique,. Pour son premier match, contre Bourgoin, le 26 août, il est titulaire (victoire, par 29 à 22). Il accumule du temps de jeu, participant à cinq matchs de Top 14 et à deux matchs de Coupe d'Europe durant la saison 2008-2009.
Le premier semestre 2010 est la période durant laquelle il prend une autre dimension au sein de son club. Il s'y affirme comme titulaire au sein d'une troisième ligne que complètent Imanol Harinordoquy (en numéro 8) et l'Anglais Magnus Lund. II participe au quart de finale de la Coupe d'Europe contre les Ospreys, à la demi-finale contre le Munster et à la finale contre Toulouse, perdue 19 à 21. Le sélectionneur national Marc Lièvremont le retient pour la tournée de juin du XV de France. Lauret honore sa première cape le 12 juin 2010, face à l'Afrique du Sud (défaite française, 17 à 42). De retour dans son club, il connaît un début de saison difficile. Il joue peu.
Le 8 janvier 2011, contre Agen, il marque les trois premiers essais de sa carrière professionnelle (13e, 40e et 62e). Mais, cette année-là, des blessures et les mauvais résultats du Biarritz olympique lui valent de n'être pas retenu pour la Coupe du Monde. Le 18 mai 2012, à Twickenham, il remporte la finale du Challenge européen contre Toulon (21-18). C'est son dernier titre avec Biarritz. Au début de l'année 2013, le sélectionneur Philippe Saint-André l'appelle en équipe de France pour le Tournoi des Six Nations. Mais, en raison d'une blessure, il ne peut suivre le stage de préparation. 

#### Au Racing 92

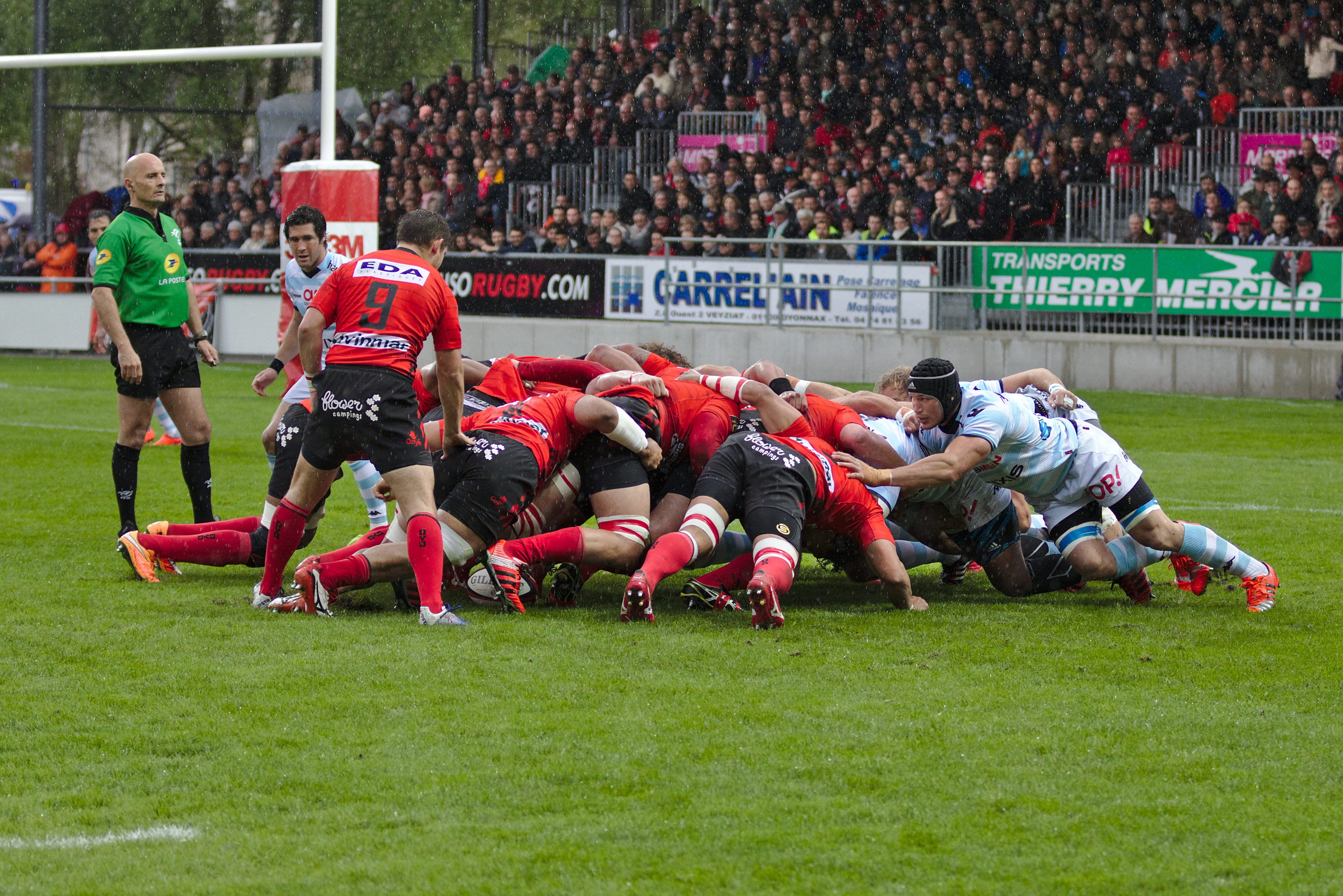
Lauret sous les couleurs du Racing Métro 92 (à droite), face à l'US Oyonnax en avril 2015.

À l'intersaison 2013, il signe au Racing Métro 92 (qui va devenir deux ans plus tard le Racing 92). En 2014, Philippe Saint-André le fait venir en équipe de France pour le Tournoi des Six Nations. Il est titulaire contre Galles et remplaçant contre l'Irlande. Mais sa carrière internationale ne décolle pas : de 2010 à 2015, il n'aura connu que sept sélections. Il n'est pas retenu pour la Coupe du Monde 2015.
En 2016, le sélectionneur national Guy Novès le titularise pour les quatre premiers matchs du Tournoi des Six Nations. Il est remplaçant pour le cinquième, contre l'Angleterre. Mais Novès ne fait plus appel à lui par la suite. Le 24 juin 2016, à Barcelone, Lauret devient champion de France avec le Racing, face à Toulon (29-21) après avoir été vice-champion d'Europe à Lyon quelques semaines plus tôt.
En 2018, le sélectionneur Jacques Brunel le retient pour le Tournoi des Six Nations. Il le titularise pour les cinq matchs. Le quotidien L'Équipe voit en Lauret le meilleur joueur français du dernier match, contre le pays de Galles. Cette année-là encore Lauret est vice-champion d'Europe après une défaite en finale de Coupe d'Europe face aux Irlandais du Leinster.
Cadre de l'équipe de France sous l'ère Brunel, il est sélectionné pour la Coupe du monde 2019 malgré la concurrence du néophyte François Cros. Cependant, après la Coupe du monde, il n'est plus rappelé par le nouveau sélectionneur Fabien Galthié.
Wenceslas Lauret s'affirme toujours plus comme un cadre de l'effectif francilien, qui obtient régulièrement de bons résultats en championnat en étant systématiquement dans le haut de tableau ainsi qu'en Coupe d'Europe où le club atteint sa troisième finale en 2020, la quatrième pour Wenceslas Lauret, sans pour autant remporter le titre.
Blessé au début de la saison 2021-2022, il revient rapidement à un haut niveau, notamment pour la Coupe d'Europe où il inscrit un triplé lors du premier match de la compétition face aux Saints de Northampton. À la mi-avril 2022, à la veille du huitième retour de Coupe d'Europe contre le Stade français, L'Équipe considère que Lauret, 33 ans, a été « le meilleur avant du Racing cette saison, auteur de huit essais ».
Il devient joker Coupe du monde du club à l'automne 2023 avant de prolonger son contrat jusqu'à la fin de la saison 2023-2024. Victime d'une commotion cérébrale en février 2024, il est contraint de mettre un terme à sa carrière à l'issue de la saison.

### Après sa retraite sportive
Depuis le 1er juin 2024, il est vice-président du syndicat des joueurs professionnels de rugby Provale.

## Style de jeu
Il s'agit d'un plaqueur-gratteur, dans le même registre qu'un Thierry Dusautoir, auquel il est comparé,. Il brille particulièrement par son activité sur le terrain, multipliant placages et contests dans les rucks. Mobile et endurant, il se montre régulièrement au soutien de ses coéquipiers. Enfin, il s'agit d'un très bon sauteur en touche. Sa principale faiblesse est son activité offensive où son manque de puissance l’empêche de beaucoup progresser balle en main.

## Statistiques

### En club
| Saison                   | Saison                   | Championnat | Championnat | Championnat | Compétitions de l'EPCR            | Compétitions de l'EPCR | Compétitions de l'EPCR | Total année | Total année |
| Saison                   | Saison                   | Compétition | M           | Ess.        | Compétition                       | M                      | Ess.                   | M           | Ess.        |
| ------------------------ | ------------------------ | ----------- | ----------- | ----------- | --------------------------------- | ---------------------- | ---------------------- | ----------- | ----------- |
| 2008-2009                | Biarritz olympique       | Top 14      | 5           | -           | Coupe d'Europe                    | 2                      | -                      | 7           | -           |
| 2009-2010                | Biarritz olympique       | Top 14      | 9           | -           | Coupe d'Europe                    | 5                      | -                      | 14          | -           |
| 2010-2011                | Biarritz olympique       | Top 14      | 17          | 4           | Coupe d'Europe                    | 3                      | -                      | 20          | 4           |
| 2011-2012                | Biarritz olympique       | Top 14      | 17          | -           | Coupe d'Europe Challenge européen | 4+2                    | 1                      | 23          | 1           |
| 2012-2013                | Biarritz olympique       | Top 14      | 14          | 1           | Coupe d'Europe Challenge européen | 6+1                    | -                      | 21          | 1           |
| Total Biarritz olympique | Total Biarritz olympique | Top 14      | 62          | 5           | Coupe d'Europe                    | 20                     | 1                      | 85          | 6           |
| Total Biarritz olympique | Total Biarritz olympique | Top 14      | 62          | 5           | Challenge européen                | 3                      | 0                      | 85          | 6           |
| 2013-2014                | Racing 92                | Top 14      | 19          | -           | Coupe d'Europe                    | 3                      | 1                      | 22          | 1           |
| 2014-2015                | Racing 92                | Top 14      | 25          | 2           | Coupe d'Europe                    | 7                      | 1                      | 32          | 3           |
| 2015-2016                | Racing 92                | Top 14      | 16          | 1           | Coupe d'Europe                    | 8                      | -                      | 24          | 1           |
| 2016-2017                | Racing 92                | Top 14      | 19          | 2           | Coupe d'Europe                    | 3                      | -                      | 22          | 2           |
| 2017-2018                | Racing 92                | Top 14      | 17          | 3           | Coupe d'Europe                    | 8                      | -                      | 25          | 3           |
| 2018-2019                | Racing 92                | Top 14      | 13          | -           | Coupe d'Europe                    | 6                      | 1                      | 19          | 1           |
| 2019-2020                | Racing 92                | Top 14      | 6           | 1           | Coupe d'Europe                    | 8                      | 1                      | 14          | 2           |
| 2020-2021                | Racing 92                | Top 14      | 17          | 2           | Coupe d'Europe                    | 3                      | -                      | 20          | 2           |
| 2021-2022                | Racing 92                | Top 14      | 18          | 5           | Coupe d'Europe                    | 5                      | 4                      | 23          | 9           |
| 2022-2023                | Racing 92                | Top 14      | 21          | 5           | Champions Cup Challenge Cup       | 2+1                    | 0                      | 24          | 5           |
| 2023-2024                | Racing 92                | Top 14      | 12          | 0           | Champions Cup                     | 3                      | 0                      | 15          | 0           |
| Total Racing 92          | Total Racing 92          | Top 14      | 183         | 21          | Coupe d'Europe/Champions Cup      | 56                     | 8                      | 240         | 29          |
| Total Racing 92          | Total Racing 92          | Top 14      | 183         | 21          | Challenge Cup                     | 1                      | 0                      | 240         | 29          |
| Total                    | Total                    | Top 14      | 245         | 26          | Coupe d'Europe/Champions Cup      | 76                     | 9                      | 325         | 35          |
| Total                    | Total                    | Top 14      | 245         | 26          | Challenge européen/Cup            | 4                      | 0                      | 325         | 35          |

### Internationales
Wenceslas Lauret connaît sa première sélection en équipe de France le 12 juin 2010 contre l'Afrique du Sud. Au 20 octobre 2019, il compte 27 capes internationales. 
Il participe à quatre éditions du Tournoi des Six Nations, en 2014, 2016, 2018 et 2019.
| Année | Compétition    | Matchs | Points | Essais |
| ----- | -------------- | ------ | ------ | ------ |
| 2010  | Test matchs    | 1      | 0      | 0      |
| 2012  | Test matchs    | 2      | 0      | 0      |
| 2013  | Test matchs    | 2      | 0      | 0      |
| 2014  | Six Nations    | 2      | 0      | 0      |
| 2016  | Six Nations    | 5      | 0      | 0      |
| 2018  | Six Nations    | 5      | 0      | 0      |
| 2018  | Test matchs    | 3      | 0      | 0      |
| 2019  | Six Nations    | 3      | 0      | 0      |
| 2019  | Test matchs    | 1      | 5      | 1      |
| 2019  | Coupe du monde | 3      | 0      | 0      |
| Total | Total          | 27     | 5      | 1      |

## Palmarès

### En club
- Biarritz
  - Vainqueur du Championnat de France espoirs en 2010[7]
  - Finaliste de la Coupe d'Europe en 2010
  - Vainqueur du Challenge européen en 2012

- Racing 92
  - Finaliste de la Coupe d'Europe en 2016, 2018 et 2020
  - Vainqueur du Championnat de France en 2016

### En sélection nationale

#### Tournoi des Six Nations
| Édition          | Rang | Résultats France | Résultats Lauret | Matchs Lauret |
| ---------------- | ---- | ---------------- | ---------------- | ------------- |
| Six Nations 2014 | 4    | 3 v, 0 n, 2 d    | 0 v, 0 n, 2 d    | 2/5           |
| Six Nations 2016 | 5    | 2 v, 0 n, 3 d    | 2 v, 0 n, 3 d    | 5/5           |
| Six Nations 2018 | 4    | 2 v, 0 n, 3 d    | 2 v, 0 n, 3 d    | 5/5           |
| Six Nations 2019 | 4    | 2 v, 0 n, 3 d    | 1 v, 0 n, 2 d    | 3/5           |

Légende : v = victoire ; n = match nul ; d = défaite ; la ligne est en gras quand il y a Grand Chelem.

#### Coupe du monde
| Édition    | Rang               | Résultats France | Résultats Lauret | Matchs Lauret |
| ---------- | ------------------ | ---------------- | ---------------- | ------------- |
| Japon 2019 | Quart de finaliste | 3 v, 0 n, 1 d    | 2 v, 0 n, 1 d    | 3/4           |

### Distinctions personnelles
- Deuxième meilleur flanker de la saison 2014-2015 du Top 14 selon rugbyrama[33]
- Présent dans l'équipe type de la saison 2014-2015 du Top 14 du rugbynistere[34]